# A Nu Day
A Nu Day è il secondo album in studio della cantante canadese Tamia, pubblicato nel 2000.

## Tracce
1. Interlude – 1:05
2. Dear John – 4:34
3. Can't Go for That – 3:46
4. Go – 4:19
5. Love Me in a Special Way – 4:50
6. Long Distance Love – 4:44
7. Stranger in My House – 4:46
8. Wanna Be – 3:18
9. Un'h... to You – 4:12
10. Can't No Man – 4:00
11. Tell Me Who – 4:49
12. If I Were You – 5:17
13. Can't Go for That (Remix featuring 213) – 3:46